# جولة مع شرطي 2
جولة مع شرطي 2 (بالإنجليزية: Ride Along 2)‏ هو فيلم أكشن يتم إنتاجه في الولايات المتحدة وصدر في 15 يناير 2016. الفيلم من إخراج تيم ستوري وكتابة فيل هاي ومات مانفريدي.

## بطولة
- آيس كيوب
- كيفن هارت
- تيكا سومبتير
- بنجامين برات
- أوليفيا مون

## القصة
دور أحداث الفيلم حول عناصر الشرطة ومواجهتها لعمليات تهريب المخدرات، حيث يقترب موعد زفاف (بن)، فيتوجه إلى ميامي مع (جايمس) والذي يعتبره أخوه في القانون، يستهدفان من زيارتهما إلى المدينة متابعة أحد أبرز تجار المخدرات بهدف القبض عليه ومنعه من تزويد التجار الصغار بهذه المخدرات وترويجها في مدينة أتلانتا.

## روابط خارجية
- جولة مع شرطي 2 على موقع IMDb (الإنجليزية)
- جولة مع شرطي 2 على موقع ميتاكريتيك (الإنجليزية)
- جولة مع شرطي 2 على موقع روتن توميتوز (الإنجليزية)
- جولة مع شرطي 2 على موقع قاعدة بيانات الأفلام العربية
- جولة مع شرطي 2 على موقع ألو سيني (الفرنسية)
- جولة مع شرطي 2 على موقع Turner Classic Movies (الإنجليزية)
- جولة مع شرطي 2 على موقع أول موفي (الإنجليزية)
- جولة مع شرطي 2 على موقع بوكس أوفيس موجو (الإنجليزية)
- جولة مع شرطي 2 على موقع فيلمافينيتي (الإسبانية)
- جولة مع شرطي 2 على موقع قاعدة بيانات الأفلام السويدية (السويدية)